# Бетатронные колебания
Бетатронные колебания — быстрые поперечные колебания, совершаемые частицей в фокусирующих магнитных полях ускорителя. Бетатронные колебания — основной предмет изучения электронной оптики, раздела физики ускорителей.

## Уравнение Хилла
Для поперечной фокусировки пучка частиц в канале транспортировки или в циклическом ускорителе применяют элементы, создающие магнитное поле, линейно зависящее от поперечной координаты {\displaystyle {\vec {B}}(x,y)}. Для частицы, двигающейся по криволинейной траектории в магнитных полях, можем ввести реперную равновесную частицу и сопровождающую декартову систему координат, т.н. трёхгранник Серре-Френе. Отклонения от равновесной частицы во всех трёх направлениях {\displaystyle (x=r-r_{0},y,\Delta s)} будем считать малыми. Тогда, после линеаризации уравнений движения частицы в магнитном поле, окажется, что движение в разных степенях свободы независимо, и для двух поперечных координат движение описывается парой уравнений Хилла:
{\displaystyle {\begin{cases}x''+k_{x}(s)x=0\\y''+k_{y}(s)y=0\\\end{cases}}.}
Здесь {\displaystyle k_{x}(s)={\frac {1}{r_{0}^{2}}}+{\frac {G(s)}{B\rho }}}, {\displaystyle k_{y}(s)=-{\frac {G(s)}{B\rho }}} — периодические функции в случае циклического ускорителя. {\displaystyle G(s)={\frac {\partial B_{z}}{\partial x}}} — градиент магнитного поля, а штрих означает производную по s — независимой переменной, элементу дуги равновесной орбиты. Произведение ведущего поля на радиус кривизны {\displaystyle B\rho =B\cdot r_{0}} называют магнитной жёсткостью, которая однозначно связана с энергией частиц соотношением {\displaystyle pc=eZB\rho }, где {\displaystyle eZ} — заряд частицы.
Для одномерного движения решением уравнения Хилла являются квазипериодические колебания. Решение может быть записано в виде {\displaystyle x(s)=A{\sqrt {\beta _{x}(s)}}\cdot cos(\Psi _{x}(s)+\phi _{0})}, где {\displaystyle \beta (s)} — бета-функция Твисса, {\displaystyle \Psi (s)} — набег бетатронной фазы, {\displaystyle A} — инвариантная амплитуда. Часто также вместо бета-функции используется т.н. функция Флоке {\displaystyle w_{x}(s)={\sqrt {\beta _{x}(s)}}}, которая является огибающей траекторий частиц.
Если уравнение движения решается для канала транспортировки, то конкретный вид бета-функции определяется начальными условиями на входе в канал. Если изучается динамика в циклическом ускорителе, то огибающая и бета-функция являются периодическими функциями. Возможность параметризовать решение уравнения Хилла описанным выше способом обусловлено теоремой Флоке.

## Матричный формализм
Поскольку уравнение Хилла линейно, возможно и удобно применять матричный формализм. Составим из пары переменных {\displaystyle (x,x')} вектор, для которого решение может быть записано в матричном виде:
{\displaystyle {\begin{pmatrix}x(s)\\x'(s)\end{pmatrix}}={\begin{pmatrix}t_{11}&t_{12}\\t_{21}&t_{22}\end{pmatrix}}\cdot {\begin{pmatrix}x(s_{0})\\x'(s_{0})\end{pmatrix}},}
где матрица {\displaystyle T(s_{0}\to s)} называется транспортной матрицей. Как правило, магнитные поля ускорителя вдоль движения пучка можно описать кусочно-постоянным образом, как последовательность магнитных элементов (дипольный магнит, квадрупольная линза, пустой промежуток). Каждый магнитный элемент, с точки зрения динамики частиц, описывается своей транспортной матрицей. Например, для одномерного движения можно выписать матрицы:
пустого промежутка длиной L:
{\displaystyle {\begin{pmatrix}1&L\\0&1\end{pmatrix}},}
или квадрупольной линзы:
{\displaystyle {\begin{pmatrix}cos({\sqrt {k_{x}}}L)&{\frac {1}{\sqrt {k_{x}}}}sin({\sqrt {k_{x}}}L)\\-{\sqrt {k_{x}}}sin({\sqrt {k_{x}}}L)&cos({\sqrt {k_{x}}}L)\end{pmatrix}}.}
Последовательность нескольких магнитных элементов описывается, соответственно, произведением их матриц (составленных справа налево!): {\displaystyle T=T_{n}\dots T_{2}T_{1}}. Всё кольцо циклического ускорителя представляет собой период, с точки зрения фокусировки частиц, и описывается так называемой оборотной матрицей {\displaystyle M(s)=T(s\to s+\Pi )}. Вследствие теоремы Лиувилля о сохранении фазового объёма все транспортные матрицы обладают свойством симплектичности, что для одномерного движения и матриц 2×2 означает единичный детерминант: {\displaystyle {\begin{vmatrix}T(s_{1}\to s_{2})\end{vmatrix}}={\begin{vmatrix}M(s)\end{vmatrix}}=1}.

## Устойчивость колебаний

### Слабая фокусировка
Рассмотрим так называемый азимутально-симметричный ускоритель, т.е. машину, фокусировка которой не зависит от движения вдоль кольца {\displaystyle k(s)=const}. Тогда нетрудно видеть, что уравнения Хилла превращаются в уравнения обычного гармонического осциллятора, а решением будут либо устойчивые гармонические колебания, либо неустойчивые гиперболические функции, если {\displaystyle k<0}. Часто вместо градиента поля G или жёсткости фокусировки k вводят безразмерный показатель спада {\displaystyle n=-{\frac {Gr_{0}^{2}}{B\rho }}}. В результате, условием устойчивости в азимутально-симметричном ускорителе одновременно по двум поперечным координатам будет {\displaystyle k_{x,y}>0}, т.е. {\displaystyle 1>n>0}. И хотя реальный ускоритель никогда не обладает идеальной азимутальной симметрией (из-за необходимости разместить ускоряющий резонатор, инжекцию частиц и пр.) первое поколение циклических ускорителей было построено с соблюдением этого принципа, по сути, локального условия одновременной устойчивости по обеим степеням свободы. Этот принцип впоследствии был назван слабой фокусировкой.
Для азимутально-симметричной машины легко рассчитать структурные функции, например бета-функция прямо пропорциональна радиусу магнита {\displaystyle \beta _{x}(s)=r_{0}/(1-n)}, а поскольку размер пучка пропорционален произведению огибающей на эмиттанс {\displaystyle \sigma _{x}={\sqrt {\beta _{x}\cdot \epsilon _{x}}}}, то с ростом энергии пучка, а значит и размера ускорителя, неизбежно растёт и размер пучка (а с ним — вакуумная камера и размер магнитных элементов). Последний слабофокусирующий ускоритель в физике высоких энергий, протонный синхрофазотрон в Дубне на энергию 10 ГэВ имел вакуумную камеру, в которой мог на четвереньках пролезть человек, а вес магнита ведущего поля был свыше 30 000 тонн.

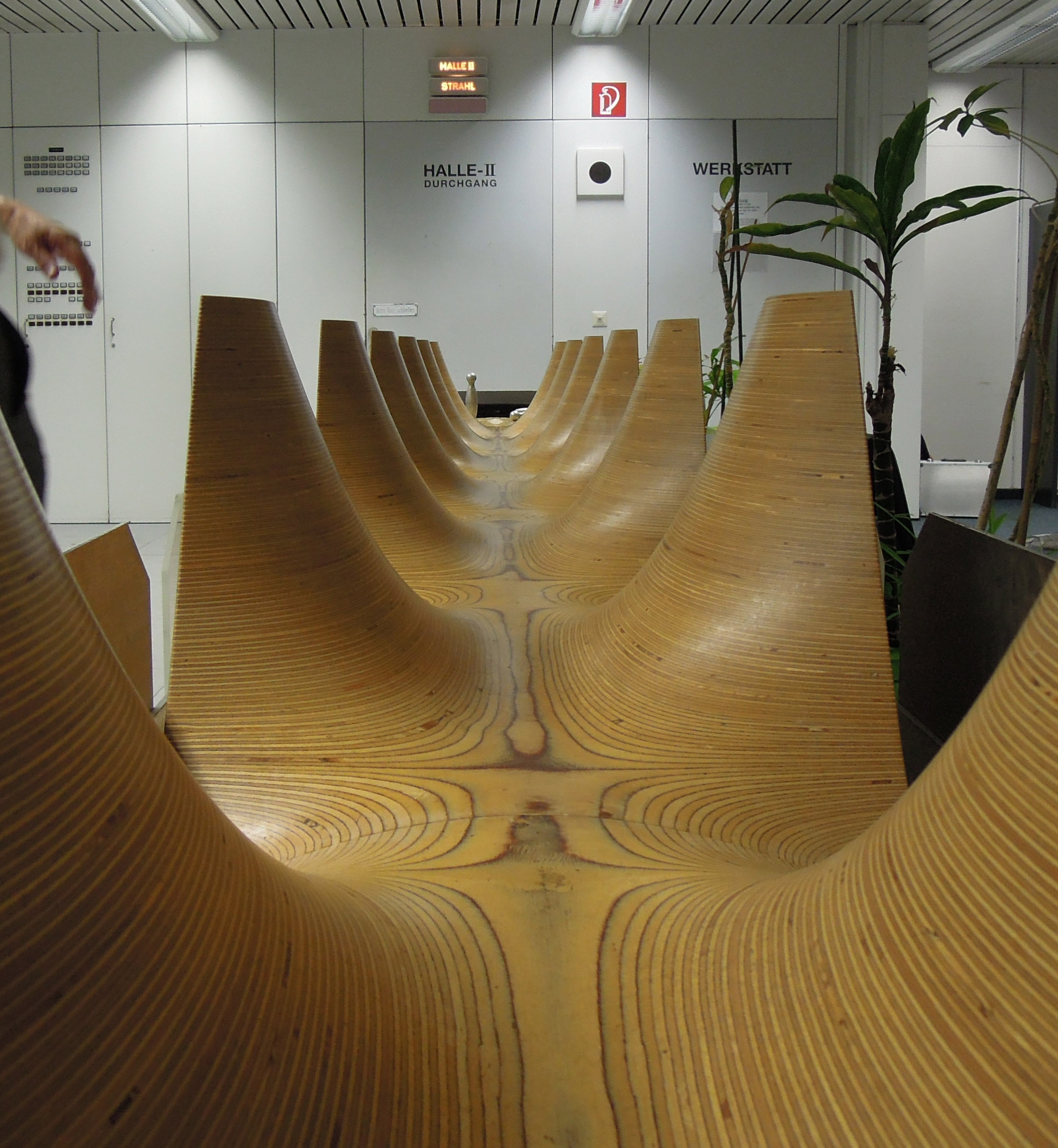
Механический аналог знакопеременного фокусирующего канала транспортировки (Лаборатория Майера-Лейбница, Мюнхен). Шарик скатывается по наклонному жёлобу, который в поперечном сечении имеет переменный то вогнутый, то выпуклый профиль. При правильном подборе параметров движение — устойчиво.

### Сильная фокусировка
Принцип сильной фокусировки можно понять на следующем примере: если поставить друг за другом на некотором расстоянии две тонкие линзы, одну фокусирующую вторую дефокусирующую, то образованный дублет при некоторых условиях может оказаться фокусирующим. Иными словами, локальная "неустойчивость" (дефокусировка) не обязательно разрушает глобальную устойчивость.
Рассмотрим матрицу (для простоты 2×2) периода фокусирующей структуры ускорителя, оборотную матрицу M(s). Для неё можно построить пару комплексно-сопряжённых собственных векторов
{\displaystyle Y_{x},Y_{x}^{*}={\begin{pmatrix}w_{x}(s)\\w_{x}'(s)\pm {\frac {i}{w_{x}(s)}}\end{pmatrix}},}
и пару собственных чисел {\displaystyle \lambda _{1,2}=e^{\pm i\mu }=e^{\pm i2\pi \nu }}, где {\displaystyle \mu =\int \limits _{s}^{s+\Pi }\Psi (s)} — набег бетатронной фазы за один оборот, {\displaystyle \nu } — безразмерная частота бетатронных колебаний. Если вектор начальных значений {\displaystyle {\vec {X_{0}}}=(x_{0},x'_{0})} разложить по базису собственных векторов, то через оборот отклонение частицы будет равно {\displaystyle {\vec {X_{1}}}=M\cdot {\vec {X_{0}}}=c_{1}\lambda _{1}Y+c_{2}\lambda _{2}Y^{*}}, через n оборотов {\displaystyle {\vec {X_{n}}}=M^{n}{\vec {X_{0}}}=c_{1}\lambda _{1}^{n}Y+c_{2}\lambda _{2}^{n}Y^{*}}. Понятно, что для обеспечения устойчивости, то есть отсутствия нарастания амплитуды колебаний, необходимо, чтобы {\displaystyle {\begin{vmatrix}\lambda _{1,2}\end{vmatrix}}\leqslant 1}, или иными словами {\displaystyle \nu \in \mathbb {R} }.
Физический смысл бетатронной частоты {\displaystyle \nu } — количество колебаний за один оборот. В случае азимутально-симметричной машины {\displaystyle \nu _{x}={\sqrt {1-n}},\nu _{y}={\sqrt {n}}}, бетатронные частоты меньше 1. Для сильной фокусировки характерны соотношения {\displaystyle {\begin{vmatrix}n\end{vmatrix}}\gg 1,\nu _{x,y}\gg 1}. Если воспользоваться так называемым сглаженным приближением (то есть провести аналогию жёсткофокусирующего кольца с азимутально-симметричной машиной), то оценкой для бета-функции будет {\displaystyle \beta _{x,y}=r_{0}/\nu _{x,y}\ll r_{0}}. Для электронного ускорителя, кроме того, по сравнению со случаем слабой фокусировки сокращается значение равновесного радиационного эмиттанса. В результате существенно уменьшается размер пучка, а значит — размер вакуумной камеры и магнитных элементов.

## Параметризация Твисса
При использовании параметров Твисса ({\displaystyle \alpha ,\beta ,\gamma } и {\displaystyle \Psi }), оборотная матрица может быть записана в общей удобной форме:
{\displaystyle M(s)={\begin{pmatrix}cos(\mu )+\alpha (s)\sin(\mu )&\beta (s)\sin(\mu )\\-\gamma (s)\sin(\mu )&cos(\mu )-\alpha (s)\sin(\mu )\end{pmatrix}}.}
При этом упомянутое выше условие устойчивости можно записать через свойства матрицы: {\displaystyle {\begin{vmatrix}Tr(M)/2\end{vmatrix}}={\begin{vmatrix}cos(\mu )\end{vmatrix}}\leqslant 1}.

## Пример: FO структура
Рассмотрим простой пример одномерного движения: периодическая фокусирующая структура, состоящая из пустого промежутка и тонкой фокусирующей линзы. Матрица периода, вычисленная в начале периода, получается перемножением матриц отдельных элементов:
{\displaystyle M(0)={\begin{pmatrix}1&0\\-P&1\end{pmatrix}}\cdot {\begin{pmatrix}1&L\\0&1\end{pmatrix}}={\begin{pmatrix}1&L\\-P&1-PL\end{pmatrix}}.}
Здесь {\displaystyle P=1/F} — сила линзы, обратно пропорциональная фокусному расстоянию. Условие устойчивости даёт {\displaystyle {\begin{vmatrix}Tr(M)/2\end{vmatrix}}={\begin{vmatrix}1-PL/2\end{vmatrix}}\leqslant 1\to (0<PL<4)}. Если первое условие очевидно — линза должна быть фокусирующей, то второе условие ограничивает силу фокусировки сверху.

## Пример: FODO структура
На практике FO-структура применима только в области низких энергий, где доступна аксиальная фокусировка соленоидальным полем. В ускорителях высоких энергий используется, как правило, фокусировка квадрупольными линзами, свойство которой, навязываемое уравнениями Максвелла в вакууме, — дефокусировка по одной из координат, при фокусировке по второй. Один из простейших вариантов обеспечить устойчивость по обеим координатам — фокусировка дублетами F- и D- линз (линза называется фокусирующей или F-линзой, если она фокусирует в горизонтальной плоскости).